# 대구복현초등학교
대구복현초등학교는 대한민국 대구광역시 북구에 있는 공립 초등학교로, 1981년 3월 24일에 개교되었다.

## 학교 상징
- 교화 - 개나리 : 남보다 앞장 서서 밝고 곱게 피어 우리 마음을 깨끗하게 해주는 개나리처럼 우리 복현 어린이들도 희망찬 내일을 향해 밝고, 아름답게, 착하게 자라자.
- 교목 - 느티나무 : 늠름하게 퍼져나가는 느티나무처럼 푸른 기상으로 큰 꿈을 키우며 힘차고 튼튼하게 자라자.